# Rheinisch-Deutsches Kaltblut
Das Rheinisch-Deutsche Kaltblut, fälschlich oft als Rheinisch-Westfälisches Kaltblut bezeichnet, ist ein kräftiges, breit gebautes Zug- und Arbeitspferd aus Nordrhein-Westfalen. Es ist heute vom Aussterben bedroht und steht auf der Roten Liste der gefährdeten einheimischen Nutztierrassen in Deutschland.
Hintergrundinformationen zur Pferdebewertung und -zucht finden sich unter: Exterieur, Interieur und Pferdezucht.

## Exterieur
Im Allgemeinen sind Rheinisch-Deutsche Kaltblüter mittelgroße, praktische Kaltblüter, die gewisse Ähnlichkeiten zum Brabanter aufweisen. Ihr Körperbau ist mächtig, dabei tief und breit. Aufgrund ihrer großen Körperkraft und hohen Zugstärke gelten Rheinisch-Deutsche Kaltblüter als Schwerathleten unter den deutschen Zugpferderassen.
Das Rheinisch-Deutsche Kaltblut weist einen relativ schweren, dabei großen Kopf mit geradem Profil und ansprechendem, trockenem Gesichtsausdruck auf, der mit kleinen, gutmütigen und ausdrucksvollen Augen sowie eher kleinen, breit angesetzten Ohren versehen ist. Der sehr stark bemuskelte Hals von kurzer Länge, aber hoher Breite, ist wohlangesetzt, -geformt und -getragen und entspringt einer muskelbepackten, langen Schulter, die schräg gelagert ist. Die Brust zeigt eine hohe Breite und Tiefe, der Rumpf ist tonnig gerundet. Der knappe Widerrist erscheint gänzlich in die starke Bemuskelung eingebettet und geht in einen breiten, teils etwas matten Rücken, eine normalerweise geringe, selten auch zu hohe Länge aufweisend, mit stark ausgeprägter Muskulatur über. Die gewölbte, kurze Nierenpartie schließt sich gut an eine kompakte Hinterhand an. Diese weist eine rund, abfallend und breit geformte, stets leichte Spaltkruppe auf, welche günstige Winkelungen und eine enorme Bemuskelung zeigt. Das stämmige und starke, dabei korrekt gestellte Fundament von trockener Textur, einen kräftigen Behang besitzend, ist mit breiten, derben Gelenken, kräftigen Sehnen sowie kurzen und starken Röhrbeinen versehen. Die Hufe sind hart, von guter Gesundheit, mittlerer Größe und runder Form. Die reichlich ausgebildete Mähne fällt in der Regel beidseitig (Doppelmähne), während der tief angesetzte Schweif dicht behaart ist und buschig wirkt. Früher stets kupiert, wird er heute lang gelassen.
Im Rassestandard wird eine Widerristhöhe von mindestens 158 cm gefordert. Die Durchschnittswerte für das Stockmaß belaufen sich sowohl bei Stuten als auch bei Hengsten auf rund 165 cm. Ferner legt der Rassestandard einen Mindeströhrbeinumfang von 24 cm für Stuten und 25 cm für Hengste fest, wobei die Werte beider Geschlechter in der Regel von 25 bis 29 cm reichen. Die Körpermasse eines Rheinisch-Deutschen Kaltbluts beträgt meist zwischen 720 und 850 Kilogramm.
Bezüglich der Farbgebung finden sich in der Population Braun-, Fuchs- und Rappschimmel sowie Braune, Füchse und Rappen, wobei helle Braune in letzter Zeit den höchsten Anteil des Bestands stellen. Erkennbar ist ein Trend zu klaren Farben und eine Abkehr von der Schimmelzucht. Früher herrschten in westdeutschen Zuchten besonders Füchse mit hellem Langhaar vor, während im ostdeutschen Raum indessen insbesondere die verschiedenen Schimmelvariationen (Braun-, Fuchs- und Rappschimmel) überwogen. Dunkelbraune und rappfarbene Pferde sowie die einst sehr gesuchten Rappschimmel sind heutzutage nur noch sporadisch zu finden. Schecken treten nicht auf.

## Mechanik

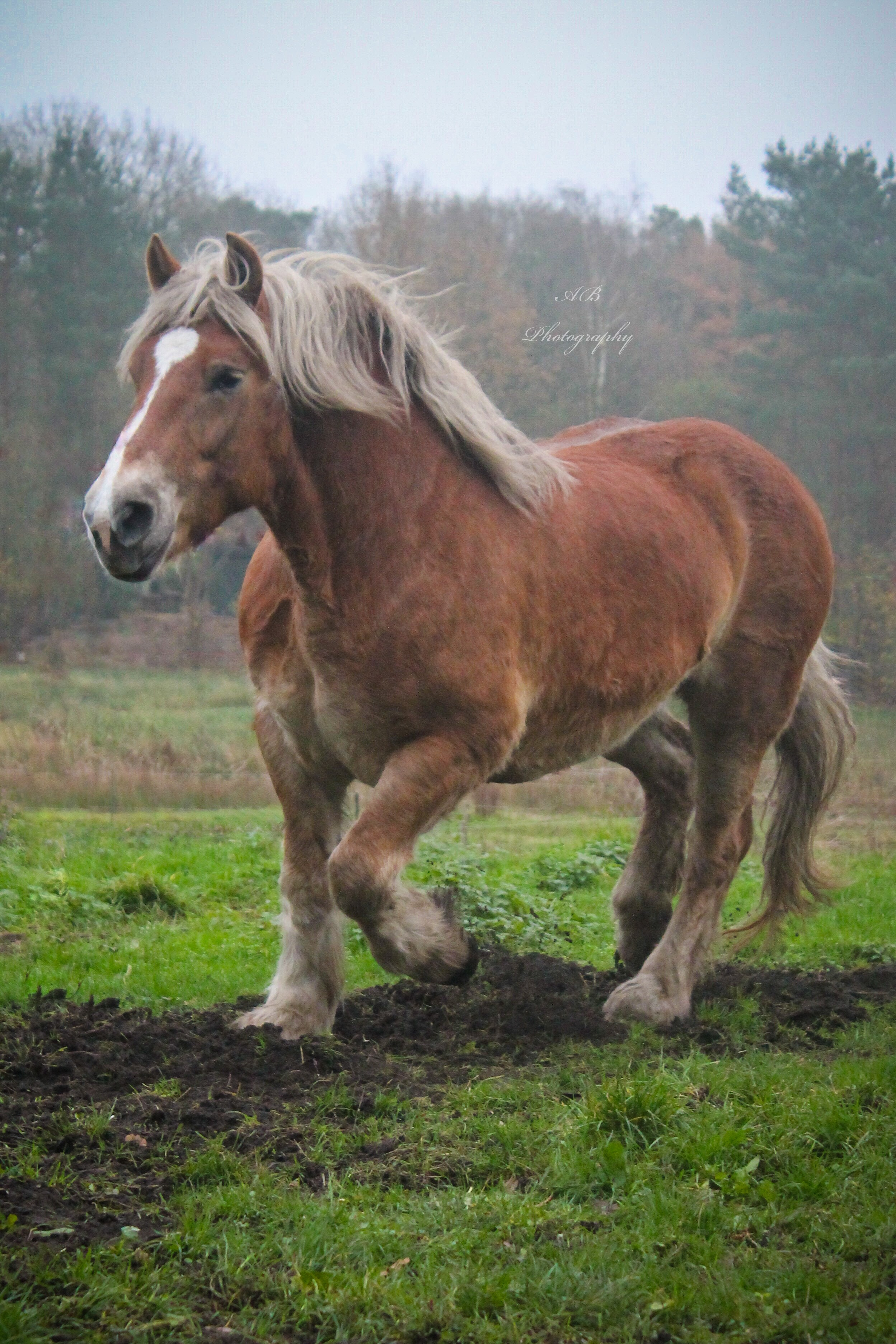
Bewegungsstudie (Trab)

Grundsätzlich zeichnet sich das Rheinisch-Deutsche Kaltblut durch freie, fleißige, fließende und raumgreifende Grundgangarten aus. Der Bewegungslauf ist harmonisch und ökonomisch. Im Schritt zeigen Rassevertreter einen guten Schub aus der Hinterhand sowie eine hohe Schrittlänge. Besonders der Trab, auf den die Züchter viel Wert legen, zeichnet sich durch seinen hohen Schwung und Schub aus der aktiven Hinterhand sowie einen hohen Raumgriff aus. Die Galoppbewegungen sind ebenfalls bodendeckend.

## Interieur
Das Rheinisch-Deutsche Kaltblut weist einen generell guten, dabei gutmütigen, ausgeglichenen und freundlichen Charakter sowie ein frommes, ruhiges und friedliches Temperament und eine hohe Feinfühligkeit aus. Ferner zeigen Rassevertreter eine hohe Leistungsbereitschaft und einen großen Arbeitswillen sowie eine hohe Nervenstärke. Im Umgang zeigen sich die Kaltblüter energisch und beweglich. Des Weiteren sind sie leichtfuttrig und zeigen eine hohe Futterverwertung.

## Verwendung
Das Rheinisch-Deutsche Kaltblut wird insbesondere als Arbeitspferd im land- und forstwirtschaftlichen Bereich verwendet, daneben auch als Fahr- und Freizeitpferd sowie zu Repräsentations- und Werbezwecken und im Showgewerbe.

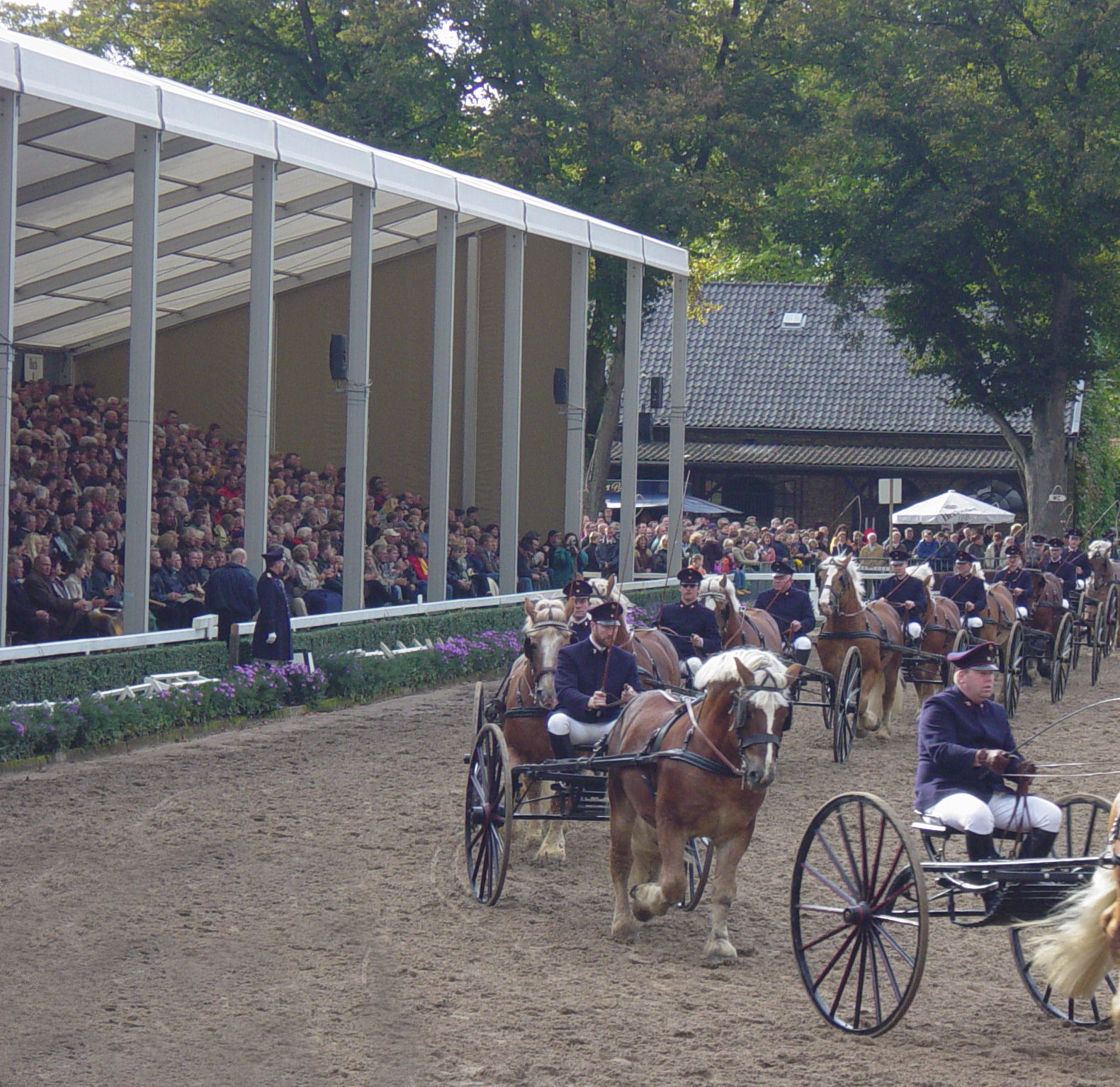
Rheinisch-Deutscher Kaltblüter vor einem Einspänner
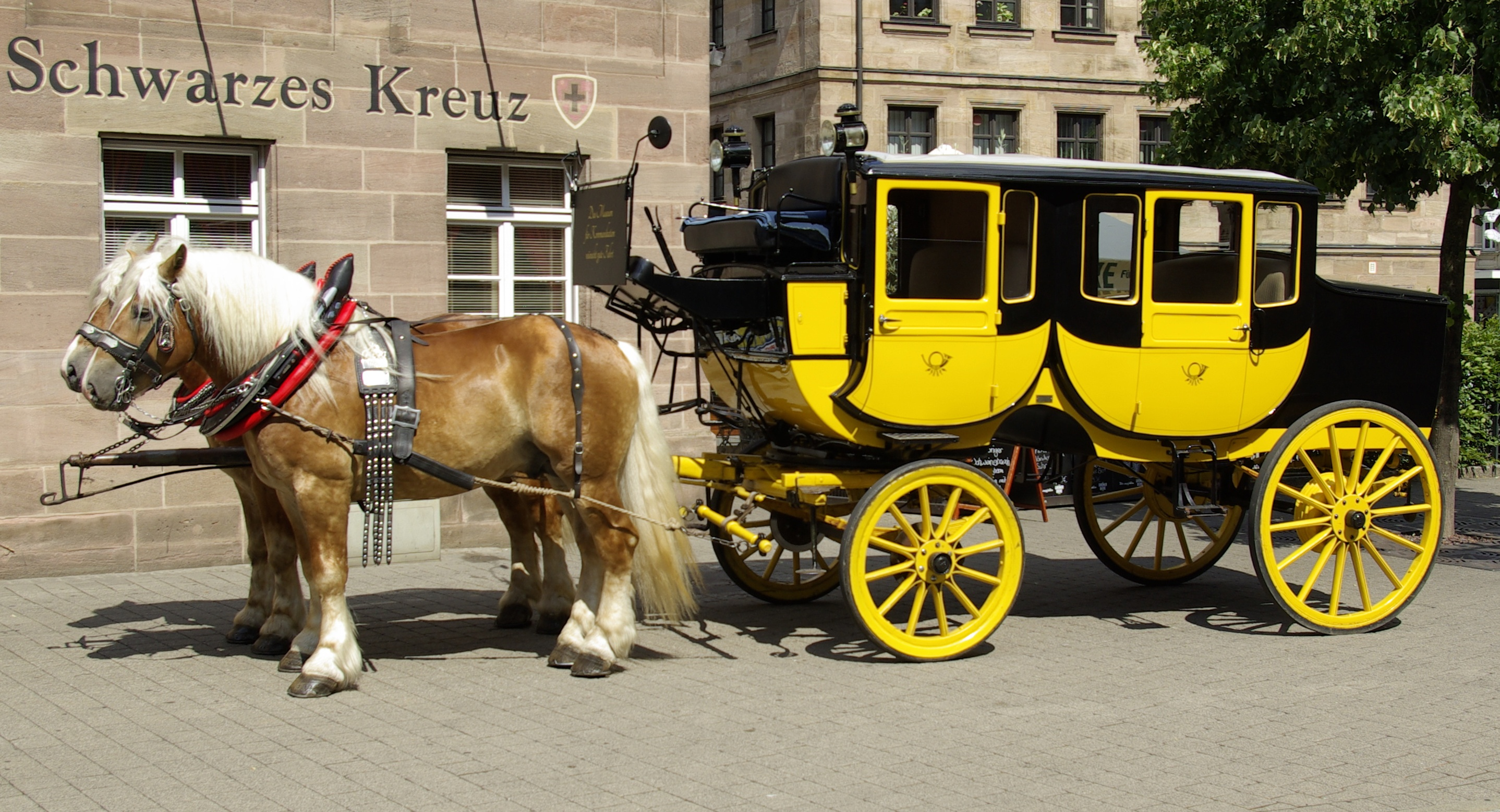
Rheinisch-Deutsche Kaltblüter vor einem Zweispänner
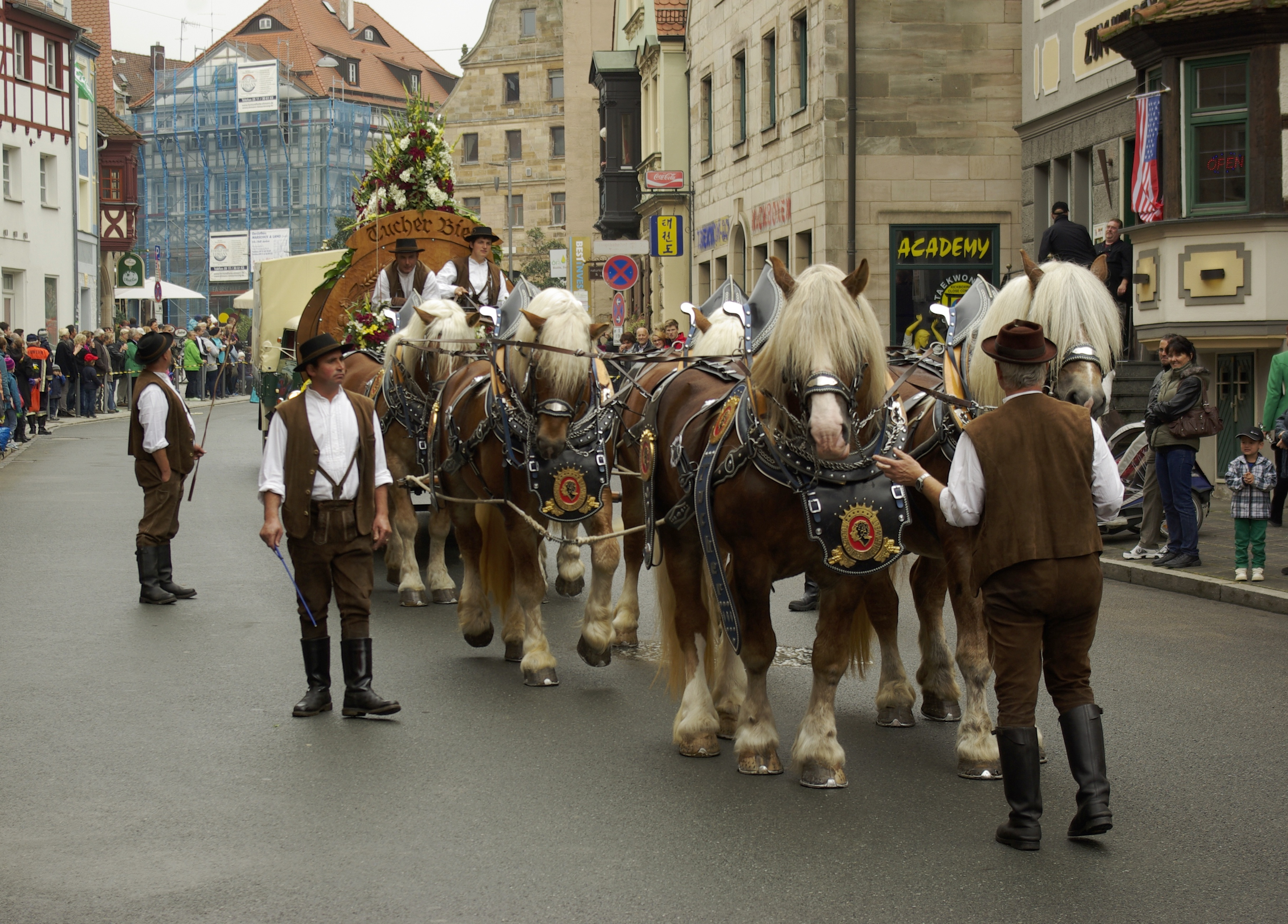
Rheinisch-Deutsche Kaltblüter vor einem sechspännigen Bierwagen
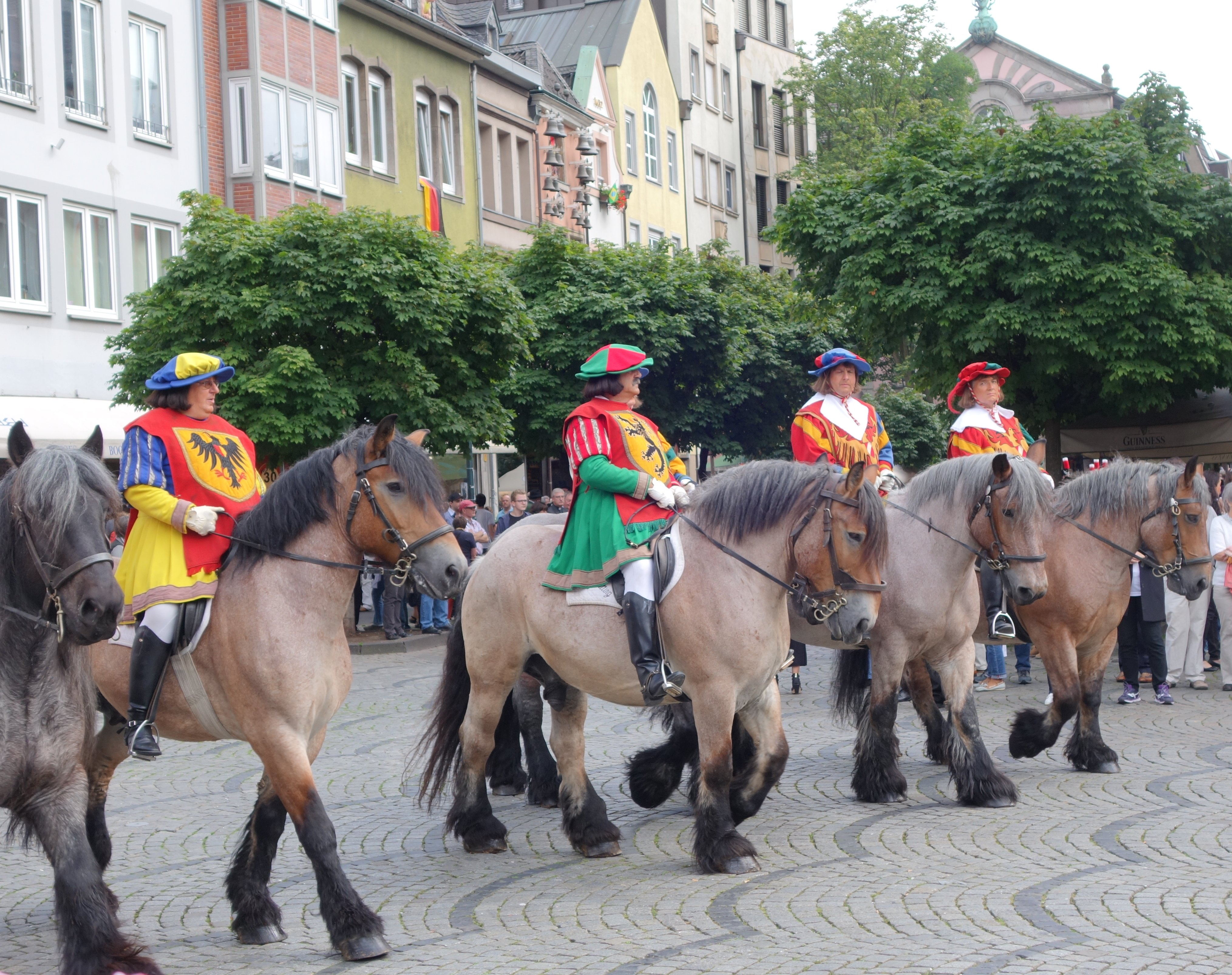
Rheinisch-Deutsche Kaltblüter unter dem Sattel

## Zuchtgeschichte

### Allgemein

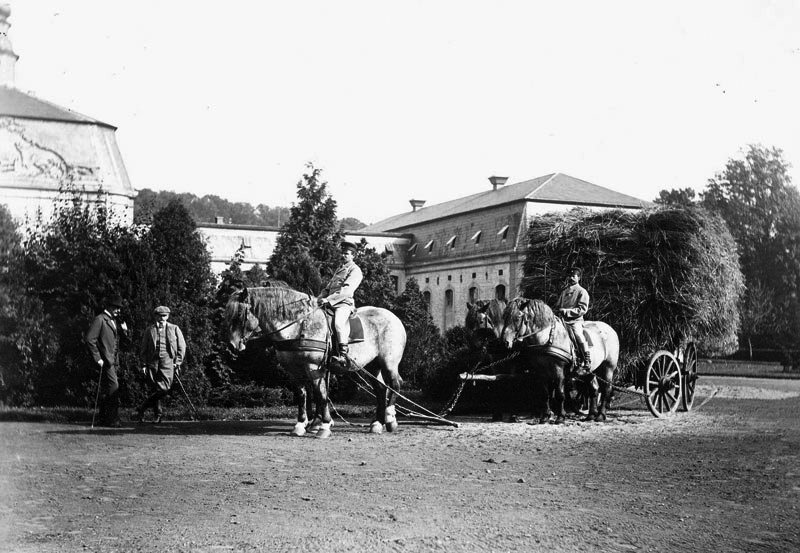
Rheinisch Deutsche Kaltblüter im Landgestüt Wickrath bei der Heuernte um 1900

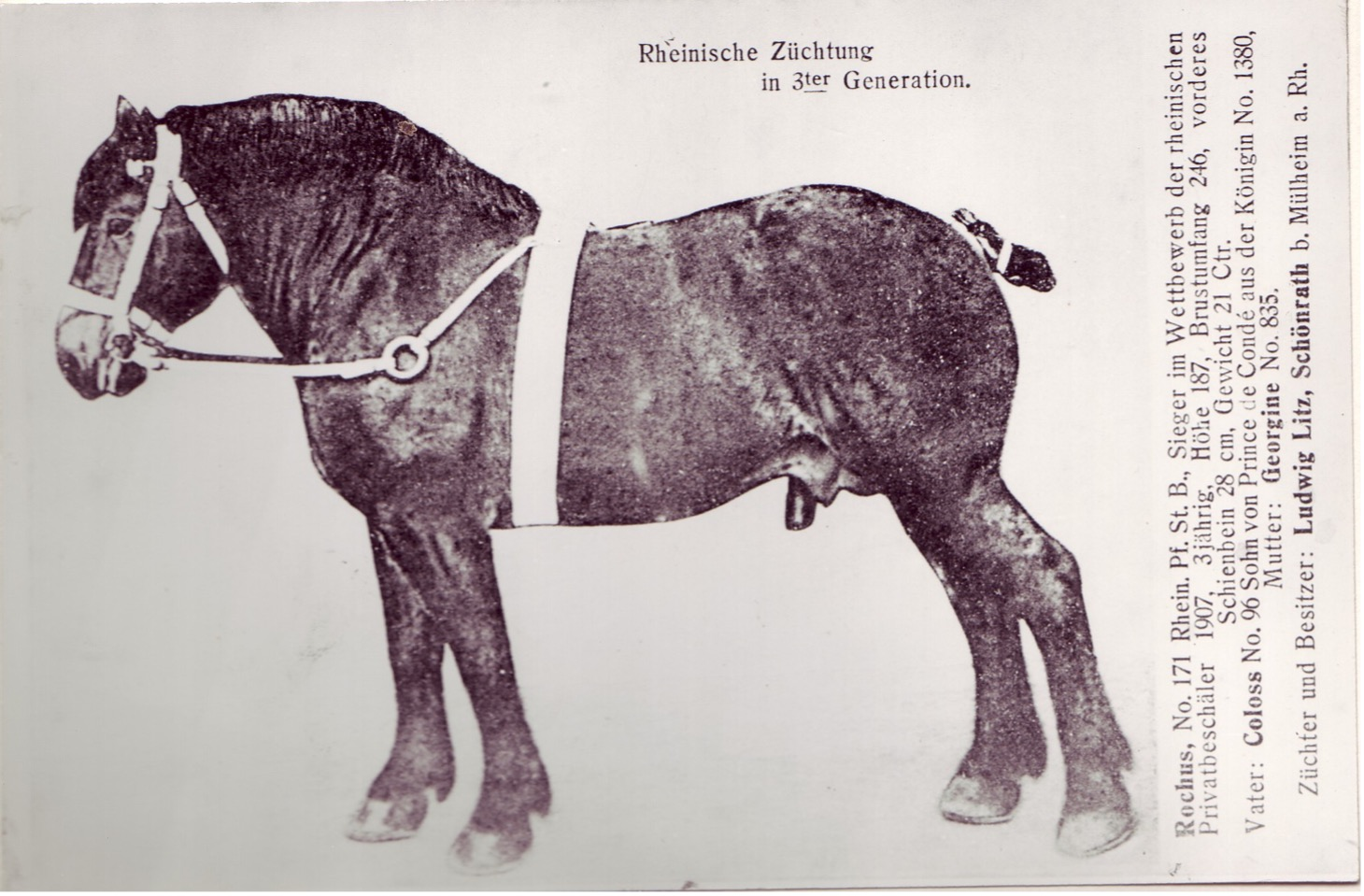
Rheinisch-Deutscher Kaltbluthengst, geboren 1904

Bei dem Rheinisch-Deutschen Kaltblut handelt es sich um eine verhältnismäßig junge Pferderasse, die ab 1850 entstand, als man im Rheinland mit Brabantern und belgischen Ardennern die Zucht eines Wirtschaftspferdes für klein- und mittelständische Betriebe begann. Von etwa 1920 an kann man von einer eigenständigen Pferderasse sprechen.

### Pferdezucht im Rheinland vor 1850
Im Mittelalter wurden im Gebiet des heutigen Rheinlands drei lokale Pferdeschläge gezüchtet, die als Gelderländer, Bergisches und Eifeler Pferd bezeichnet wurden. In diese wurden die britischen Kaltblutpferderassen Shire Horse und Clydesdale eingekreuzt, gleichzeitig wurden der Population aber auch Arabische Vollblüter sowie Berber zugeführt, sodass man zu Beginn des 19. Jahrhunderts von einer weitgehend ungeordneten und planlosen Pferdezucht im Rheinland sprechen muss. Dies änderte sich ab 1833 mit der Gründung des Landwirtschaftlichen Vereins Rheinpreußen, der dazu beitrug, die Landwirtschaft und Tierzucht zu verbessern.
Bis in die Mitte des 19. Jahrhunderts hinein wurde im Rheinland noch ein leichtes bis mittelschweres Pferd gezüchtet. Auch als im Jahr 1839 das Landgestüt Wickrath gegründet wurde, erhielt es noch fünfzig Warmbluthengste.

### Beginn der Kaltblutzucht
Als ab 1850 die Modernisierung der bis zu diesem Zeitpunkt ziemlich zurückgebliebenen deutschen Landwirtschaft begann, verursachte die hiermit einhergehende verbesserte, intensivere Bodenbearbeitung – und nebstdem auch der zunehmende Gütertransport, verursacht durch die voranschreitende Industrialisierung –, dass Pferde mit stärkerer und effektiverer Zugkraft nötig wurden, sprich Kaltblüter und schwere Arbeitspferde, die in Deutschland allerdings gar nicht gezüchtet wurden. Darum folgte im gesamten deutschen Sprachraum die Aufstellung verschiedener ausländischer kaltblütiger Gebrauchs- und Zugpferderassen, besonders aus Belgien (Brabanter und Ardenner), den Niederlanden (Niederländisches Kaltblut), Frankreich (unterschiedliche Rassen), Großbritannien (Shire Horses, Clydesdales und Suffolk Punches) sowie Dänemark (Jütländer).
Im Rheinland setzten die bäuerlichen Privatzuchten bereits seit Anfang des 19. Jahrhunderts stark auf den Einfluss des belgischen Ardenners. Die preußische Gestütsverwaltung, die anfangs großen Widerstand gegen den seit der Mitte des 19. Jahrhunderts zunehmenden Import von Brabantern und der damit verbundenen Verdrängungszucht mit der Kaltblutrasse geleistet und stattdessen wenig erfolgreiche Versuche mit diversen schweren Warmblütern sowie Kaltblutrassen aus England durchgeführt hatte, kam schließlich 1876 den Forderungen der Bauern und der Wirtschaft nach und erklärte zum einen das Rheinland zur Kaltblutprovinz, was die völlige Einstellung der Warmblutzucht bedeutete, und zum anderen schwenkte sie um auf die Zucht des Brabanters, für den die ähnlichen Aufzuchtbedingungen und Futtergrundlagen in Belgien und im Rheinland sprachen. Noch im Jahr 1876 wurden erste Hengste dieser Rasse im Landgestüt Wickrath aufgestellt, vier Jahre später deckten dort bereits 50 Beschäler über 2500 Stuten. Ebenfalls auf Drängen der Züchter wurden von 1893 nur noch Zuchthengste belgischer und rheinisch-belgischer Herkunft in Wickrath aufgestellt.
Verglichen mit dem Rheinland, waren die anderen Länder im deutschen Sprachraum deutlich langsamer bezüglich der Aufstellung belgischer Beschäler. In Westfalen beispielsweise wurden erst 1881, als in Wickrath schon 50 belgische Hengste im Deckeinsatz waren, die ersten beiden Brabanter in Warendorf in den Deckeinsatz gestellt. Die Gestütsleitung gab hierbei offensichtlich dem Druck der Züchter nach, ohne dabei große Hoffnungen in die belgischen Kaltblüter zu setzen. Der Prozess beschleunigte sich aber mit den ersten Erfolgen und so waren um die Jahrhundertwende in Warendorf schon 50 Kaltbluthengste belgischer Herkunft im Zuchteinsatz.
Die wachsende Zahl belgischer und belgisch geprägter Zuchtpferde – auch die Züchter selbst importierten in großem Umfang belgisches Stutenmaterial – führte 1880 zu einer Neufassung der Körordnung und ferner wuchs aus diesem Grund die Notwendigkeit der Gründung eines Zuchtverbands nach belgischem Vorbild. Die dortige Gründung eines Stutbuchs im Jahr 1885 hatte auch für die rheinländische Zucht entscheidende Impulse gebracht und so kam es schließlich 1892 zur Gründung des Rheinischen Pferdestammbuchs mit 148 Zuchtstuten, das sich zu einer wirksamen Zucht- und Vermarktungsorganisation entwickelte und als Zuchtziel festsetzte: „Ein kräftiges, gut gebautes, tiefes Pferd kaltblütigen Schlages mit starken Knochen und freien Bewegungen“.
Insgesamt nahm die rheinische Zucht durch ihre frühen Erfolge auf großen Landwirtschaftsausstellungen um die Jahrhundertwende großen Einfluss auf die Kaltblutzuchten des gesamten deutschen Sprachraums, mit Ausnahme der Gebiete südlich des Rheins (Baden-Württemberg und Bayern, wo sich jeweils die eigenen Kaltblutrassen Schwarzwälder Fuchs und Süddeutsches Kaltblut entwickelten).

### Blütezeit während der ersten Hälfte des 20. Jahrhunderts

#### Entwicklungen hin zur Eigenständigkeit der Rheinisch-Deutschen Kaltblutzucht
Bis zum Ersten Weltkrieg war die Zucht noch stark von importierten belgischen Hengsten abhängig – so waren 1912 noch 60 Prozent der 200 Beschäler in Wickrath in Belgien gezogen –, was sich erst gegen Ende des Ersten Weltkriegs auf Grund der eingeschränkten Importmöglichkeiten ändern sollte. So kam es dazu, dass sich die Züchter stärker dem im eigenen Land gezogenen Zuchtmaterial hinwandten. 1917 wurde deswegen das Rheinische Pferdestammbuch neugefasst und es fand eine Umorientierung von der Rheinisch-Belgischen Kaltblutzucht auf die Rheinisch-Deutsche Kaltblutzucht statt.

#### Entwicklung der Bestandszahlen
Das Ende des Ersten Weltkriegs läutete einen Boom dieser Kaltblutzucht im Originalzuchtgebiet, aber auch in den Nachzuchtgebieten, ein, der in den 1930er-Jahren zu einem über 50%igen Anteil dieser Rasse am gesamten deutschen Pferdebestand führte. Insgesamt wird erste Hälfte des 20. Jahrhunderts, manchmal auch nur die 1930er-Jahre, als Blütezeit der Rasse bezeichnet.
Die Bestandszahlen der Zucht fanden ihren Höhepunkt im Jahr 1946, als diese sich auf fast 27.000 Stuten beliefen. Den größten Bestand Rheinisch-Deutscher Kaltblüter nach Zuchtprovinz wies um diese Zeit herum das damalige Ostpreußen auf, eigentlich oft mit seiner Warmblutzucht edler Trakehner in Verbindung gebracht und in der Kaltblutzucht nach unterschiedlichsten Kreuzungsversuchen auf Belgische Kaltblüter beziehungsweise im Rheinland und der Provinz Sachsen gezogene Zugpferde umgeschwenkt, mit 83.000 Stuten, die im Jahr 1944 allein von den 1600 sich in Privat- oder Genossenschaftsbesitz befindenden Hengsten gedeckt wurden – diejenigen Stuten, die von staatlichen Hengsten gedeckt wurden, sind hierbei nicht einmal eingerechnet.

#### Entwicklung des Typs
Die damalige Zucht war von großrahmigen Pferden geprägt, die teils über 170 cm Stockmaß besaßen und deren Körpergewicht eine Tonne nicht selten überschritt. In allen Zuchtgebieten besaßen raumgreifende Bewegungen einen hohen Stellenwert, aber auch bezüglich Typ und Größe gab es zwischen den einzelnen Regionen nur Unterschiede von geringem Ausmaß. Dennoch erwähnenswert ist, dass insbesondere in Sachsen-Anhalt sowie im Rheinland Kaltblüter von hoher Größe und Gewicht gezüchtet wurden, während im benachbarten Westfalen sowie in den südlich gelegenen Gegenden des Zuchtgebiets – Hessen, Sachsen und Thüringen –, welchen ihr Mittelgebirgscharakter und ihre hohe Bewaldung gemein ist, ein wenig kleinere Tiere bevorzugt wurden, wenngleich auch in diesen Regionen sehr kräftige und große Hengste als Beschäler aufgestellt wurden. So wurde beispielsweise in Westfalen die Hengste Espoir der Melsele und Christal de Baele als Zuchthengste eingesetzt, zwei Beschäler mit einem Gewicht von über einer Tonne, die dennoch sehr erfolgreiche Nachzucht brachten.
Während dieser Periode lässt sich aber auch erkennen, dass, bestärkt durch das erfolgreiche Abschneiden sehr schwer gebauter Pferde, die im Rheinland und Sachsen-Anhalt gezogen worden waren, auch die anderen Zuchtgebiete in ihren Population die Zucht ebenfalls so schwerer Kaltblüter forcierten, weil die Arbeitspferde nach und nach immer mehr in der Konkurrenz mit den ersten Ackerschleppern und -raupen standen. Die Entwicklungen zum Zweiten Weltkrieg hemmten allerdings die Zucht, sodass umfassende Erfolge ausblieben.

#### Züchterische Entwicklung
Kennzeichnend nicht nur für die belgische Kaltblutzucht, sondern auch für die des Rheinisch-Deutschen Kaltbluts in allen seinen Verbreitungsgebieten, ist eine genetische Verengung auf eine kleine Anzahl von Stammvätern, so war eine begrenzte Inzucht auf hochwertige Vatertiere verbreitet, die dafür sorgte, dass die Populationen in einem vergleichsweise kurzen Zeitraum konsolidiert werden konnten.
In diesem Zusammenhang besonders erwähnenswert ist der Hengst Lothar III, der im Rheinland zu Beginn der 1920er-Jahre eine weitverzweigte Hengstlinie aufbaute. Insgesamt 57 sowohl seiner direkten als auch indirekten männlichen Nachkommen waren als Beschäler in Wickrath aufgestellt. Ebenfalls ein Beispiel für die praktizierte Inzucht ist der Hengst Gregor, der aus einer Enkelin von Albion d`Hor und dem sachsen-anhaltischen Albion d`Hor-Sohn Gaulois du Monceau stammt und somit 2x3 auf Albion d`Hor ingezüchtet ist. Im Gegensatz zur gängigen Lehrmeinung zeigte sich der Hengst trotz seiner Inzucht als einer der widerstandsfähigsten und konstitutionell besten Hengste aus dem Zuchtgebiet Südhannover. Ein anderer bedeutender ingezüchteter Hengst ähnlicher Abstammung ist Avenir d`Herse, der in Belgien als wichtigster direkter Nachkomme von Albion d`Hor angesehen wird und genauso wie mehrere andere bedeutende belgische Hengste einer Halbgeschwisterpaarung entstammt. Somit ist Avenir d`Herse 2x2 auf den Vater von Albion d`Hor, Conquerant de Terhaegen, ingezüchtet.
Ferner hatte die Jupiter I-Linie des Brabanters, begründet durch den Hengst Orange I, großen Einfluss auf die Rheinisch-Deutsche Kaltblutzucht, insbesondere über den Urenkel des Orange I, den Beschäler Indig'ene du Fosteau, und dessen männliche Nachkommen. So lassen sich beispielsweise die bedeutenden Hengste Gaulois du Monceau, der in Sachsen-Anhalt wirkte, und Avenir de Salmonsart, welcher in Westfalen züchterisch eingesetzt wurde, auf diese Linie zurückführen.

### Während des Zweiten Weltkriegs
Während des Zweiten Weltkriegs selbst erstarkte die Vorrangstellung des Arbeitspferdes, allerdings erlitt die Rasse sehr große Verluste.

### Nach dem Zweiten Weltkrieg
Nach dem Zweiten Weltkrieg lebte die Zucht kurz auf, verlor jedoch rasch durch die zunehmende Mechanisierung, ausgelöst durch politische und wirtschaftliche Vorgaben, und die Hinwendung zur Zucht warmblütiger Sportpferde sehr schnell an Bedeutung, so dass in den 1950er- und 1960er-Jahren die Zahl von einst 26.000 Mutterstuten in sehr raschem Tempo fast gegen Null zu laufen drohte.
Als das Wickrather Landgestüt 1956 aufgelöst wurde, wurden die verbliebenen Zuchttiere ins Landgestüt Warendorf überstellt, wo von diesem Zeitpunkt an eine reine Erhaltungszucht einsetzte. Vermutlich aufgrund dieser Überstellung ist das Rheinisch-Deutsche Kaltblut heute fälschlich auch als Rheinisch-Westfälisches Kaltblut bekannt. Ebenfalls aufgelöst wurden die Landgestüte Darmstadt in Hessen, Kreuz in Sachsen-Anhalt und Traventhal in Ostholstein. In vielen anderen Gestüten (Dillenburg, Moritzburg, Neustadt/Dosse, Redefin) mussten die kaltblütigen Beschäler Warmbluthengsten weichen.
Den absoluten Tiefststand erreichte die Zucht des Rheinischen Pferdestammbuchs im Jahr 1975, als 13 Mitglieder lediglich elf eingetragene Stuten und zwei Privathengste hielten, es lediglich drei Bedeckungen gab und fünf Neueintragungen erfolgten. Besonders hartnäckigen Züchtern, insbesondere aus Westfalen und Niedersachsen, ist das Überleben der westdeutschen Zucht zu verdanken.
Mit dem Ende der 1970er-Jahre folgte gewissermaßen eine Renaissance der Kaltblüter, deren zunehmender Einsatz in der Forstwirtschaft und im Freizeitbereich die Bestände allmählich anstiegen ließ.
Allerdings waren in nahezu allen westdeutschen Zuchten die Bestände aufgrund ihres geringen Umfangs nicht regenerationsfähig. Allein in Westfalen gab es eine genügend große Population Rheinisch-Deutscher Kaltblüter, die sich durch den begrenzten Einsatz von niederländischen und belgischen Zuchttieren erholen konnte, sodass es im Jahr 1985 wieder 81 Stuten und neun Hengste im Zuchteinsatz gab.
Auch Ostdeutschland, wo die Motorisierung später eingesetzt hatte, war ebenfalls von einem drastischen Populationsrückgang betroffen, aber die Restbestände waren noch ausreichend umfassend – und überdies auch sehr qualitätsvoll, insbesondere in der Altmark sowie Sachsen und Thüringen –, um sich aus sich selbst heraus zu erhalten. In Sachsen-Anhalt beispielsweise war die Zucht 1978 mit 151 Zuchtstuten an ihrem Tiefpunkt angelangt, wuchs danach aber wieder an und so waren in den Folgejahren jeweils zwischen 200 und 400 Stuten registriert.

### Nach der Deutschen Wiedervereinigung
Während der Teilung Deutschlands war für über 50 Jahre kein Austausch zwischen dem Bestand in Ost- und dem in Westdeutschland möglich. Während dieser Zeit entwickelten sich in Ostdeutschland drei regionale Subpopulationen, das Altmärkische Kaltblut, das Mecklenburger Kaltblut und das Sächsisch-Thüringische Kaltblut, die sich genetisch zwar nicht untereinander, aber aufgrund der erwähnten Isolation von der westdeutschen Rheinisch-Deutschen Kaltblutpopulation unterscheiden.
Dies erwies sich als günstig für die Züchter, die teils die sehr guten Möglichkeiten des Rückgriffs auf bewährte Rheinisch-Deutsche Grundlagen auf der jeweils anderen Seite der ehemaligen innerdeutschen Grenze nun nutzen konnten. Dies gab der Zucht neue Impulse und erhöhte die Qualität.
Gleichzeitig zogen die politischen Veränderungen, die die Wiedervereinigung mit sich brachte, eine weitere Bestandsreduktion in Ostdeutschland mit sich.
Im Jahr 2004 wurden alle Subpopulationen zu einem gemeinsam geführten Zuchtbuch zusammengeführt, damit der Bestandsrückgang sich nicht weiter verstärkt. Auf ein gemeinsames Ursprungszuchtbuch haben sich die einzelnen regionalen Zuchtverbände nicht einigen können, sodass die FN-Abteilung Zucht als übergeordnetes Organ fungiert.

### Derzeitige Situation
Heute findet man Rheinisch-Deutsche Kaltblüter nur noch vereinzelt in der Land- und Forstwirtschaft und zu Repräsentationszwecken in Brauereien.
Die Populationsgröße beläuft sich Stand 2022 auf rund 1000 Zuchtstuten und 130 Zuchthengste. Die Rasse wird in den Ländern Berlin, Brandenburg, Mecklenburg-Vorpommern, Niedersachsen, Nordrhein-Westfalen, Sachsen, Sachsen-Anhalt und Thüringen staatlich finanziell gefördert.